# Emilie Autumn

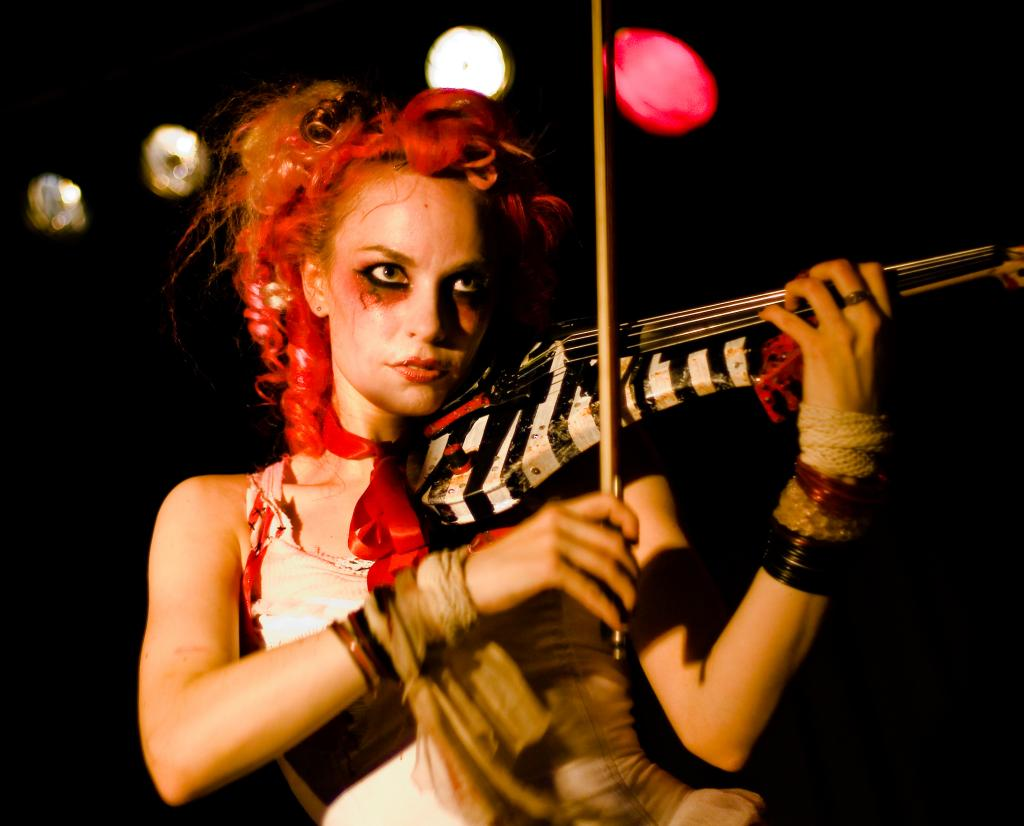
Emilie Autumn, Nachtleben (2007)

Emilie Autumn (bürgerlich Emily Autumn Fritzges, nach eigenen Angaben Emilie Autumn Liddell; * 22. September 1977 oder 1979 in Malibu, Kalifornien) ist eine US-amerikanische Musikerin, Lyrikerin, Songwriterin, Sängerin und Autorin, die vor allem durch ihr Studioalbum Opheliac in diversen Subkulturen Bekanntheit erlangte. Stilistisch ist ihre Musik schwer einzuordnen, da darin sowohl klassische als auch moderne, synthetische Elemente zu finden sind. Ende 2009 veröffentlichte sie ihren ersten Roman.

## Werdegang
Emilie Autumn ist die Tochter des deutschen Einwanderers Wolfgang Fritzges aus Hamburg, gestorben 2004, und der in der US-Eiskunstlaufszene sehr erfolgreichen Kostümdesignerin Janice Longmire, welche zeitweise auch für ihre Bühnenoutfits zuständig war. Laut eigenen Angaben begannen ihre Eltern bereits ab ihrem vierten Lebensalter damit, sie zur Geigerin und Komponistin zu erziehen, so dass sie bereits im Alter von 13 Jahren ein eigenes Lied, einschließlich Text komponierte. Zwischen 1995 und 1996 arbeitete sie in zwei Produktionen der Colburn School of Performing Arts als Regieassistentin. 1997 wurde unter dem Label Messina Productions ihr erstes Album veröffentlicht. Etwa zur gleichen Zeit gründete sie die Musikgruppe „Ravensong“, mit der sie einige Konzerte spielte, die allerdings bald wieder aufgelöst wurde. Als sie sich drei Jahre später von diesem Label trennte, um ihr eigenes, „Traitor Records“ zu gründen, wurde ihr Debütalbum unter dem Titel On a Day… neu veröffentlicht.

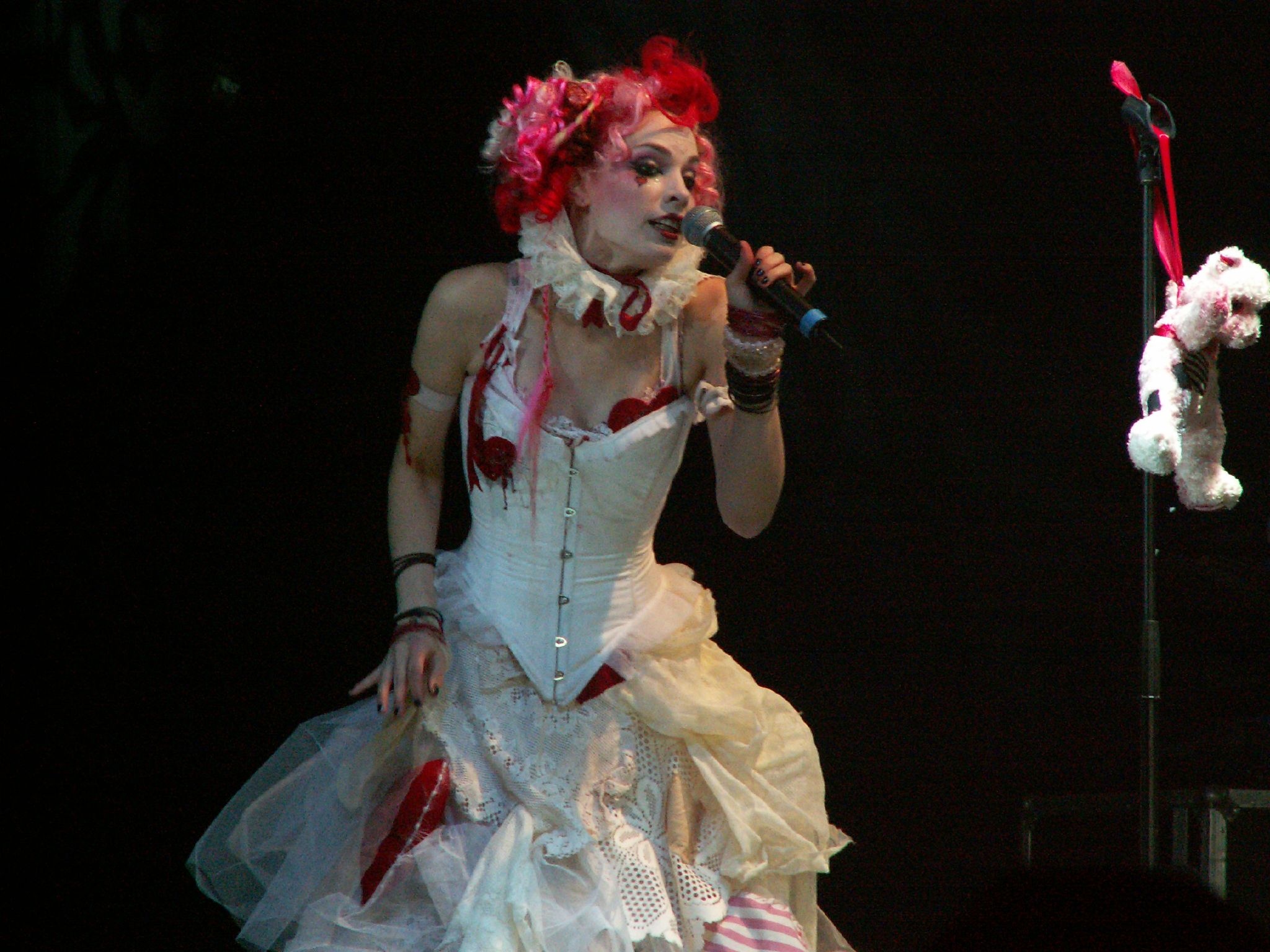
Emilie Autumn beim M’era Luna Festival (2007)

Ein Jahr darauf wurden ihre ersten Gedichte unter dem Titel Across the Sky & Other Poems und die zwei Singles Chambermaid und By the Sword veröffentlicht. Des Weiteren war sie unter dem Namen The Jane Brooks Project unterwegs. Von diesem Projekt sind allerdings bisher nur zwei Werke bekannt. 2003 folgte schließlich ihr zweites Album Enchant. Ihre letzte Veröffentlichung unter ihrem eigenen Label war schließlich der Gedichtband Your Sugar Sits Untouched mit zwei Audio-CDs, der in einer limitierten Auflage von 3.000 Stück erschien.
Ende 2005 wurde das deutsche Plattenlabel Trisol Music Group auf Autumn aufmerksam und nahm diese unter Vertrag. Kurze Zeit später erschien die erste EP und somit wurde sie auch erstmals in Deutschland und Österreich populär. Ihr drittes Album Opheliac erschien zunächst in einer Auflage von 2.000 Exemplaren und erhielt vor allem in der deutschsprachigen Schwarzen Szene ein besonderes Lob und wurde mehrmals in bekannten Musikmagazinen wie Orkus oder Zillo erwähnt. Anfang des folgenden Jahres wurde das Album schließlich neu aufgelegt und europaweit den Interessierten zugänglich gemacht. Auf ihrer „Liar/Dead is the New Alive“-EP befinden sich Remix-Versionen einiger anderer bekannten Künstler wie ASP oder Dope Stars Inc. Später begann sie ihre erste große Tour durch ganz Europa.
Laced/Unlaced, ebenfalls 2007 veröffentlicht, ist ihr viertes Studioalbum und enthält zwei Silberlinge. Auf der ersten CD befindet sich eine Neuveröffentlichung ihres Albums On a Day…, welches bislang offiziell nicht in Europa erhältlich war, und zusätzlich noch fünf Liveaufnahmen. Die zweite CD beinhaltet ein völlig neu eingespieltes Instrumentalalbum. Kurze Zeit später kündigte sie zum ersten Mal an, eine Autobiografie veröffentlichen zu wollen.
2008 erschienen zwei EPs und das Album Enchant wurde neu aufgelegt, zusätzlich erschien noch die Kompilation A Bit o’ This and That, welche viele bis dato noch unveröffentlichte Stücke, sowie Lieder von älteren Projekten wie etwa Convent enthält. Gegen Ende desselben Jahres kündigte sie ihren Vertrag mit Trisol und unterschrieb wenig später bei dem Label The End Records, da sie anderweitig keine Möglichkeit für die Veröffentlichung ihres Buches sah.
Ende 2009 wurde das Album Opheliac unter ihrem neuen Label wiederveröffentlicht, um es auch den US-amerikanischen Fans zugänglich machen zu können. Kurze Zeit später tourte sie auch das erste Mal durch die USA. Nach dem Ende dieser Tour veröffentlichte Autumn schließlich mit dem Buch The Asylum for Wayward Victorian Girls (dt. Die Anstalt für ungehorsame viktorianische Mädchen) einen aus fiktiven und teils autobiografischen Erzählungen bzw. Tagebucheinträgen bestehenden Roman. Darin behandelt sie auch ihre eigene bipolare Störung. Eine Übersetzung des Buches durch Simona Turini in deutscher Sprache erschien im Januar 2023 im Festa-Verlag. Im selben Jahr posierte sie für erotische Fotografien für die deutsche Zeitschrift Kin Kats. Anfang 2011 gab sie mit Fight Like A Girl den Namen ihres neuen Studioalbums bekannt. Bei ihrer Nordamerika- und Europatour wurden bereits einige Stücke des Albums präsentiert und nach der Tour die erste Vorab-Single in Form eines Downloads auf ihrer Webseite veröffentlicht. 2012 gab sie ihr Schauspiel-Debüt in Darren Lynn Bousmans Horror-Musical Film „The Devil's Carnival“.
Am 24. Juli 2012 erschien schließlich ihr neues Album, Fight Like a Girl.

## Stil und Wahrnehmung

### Musik

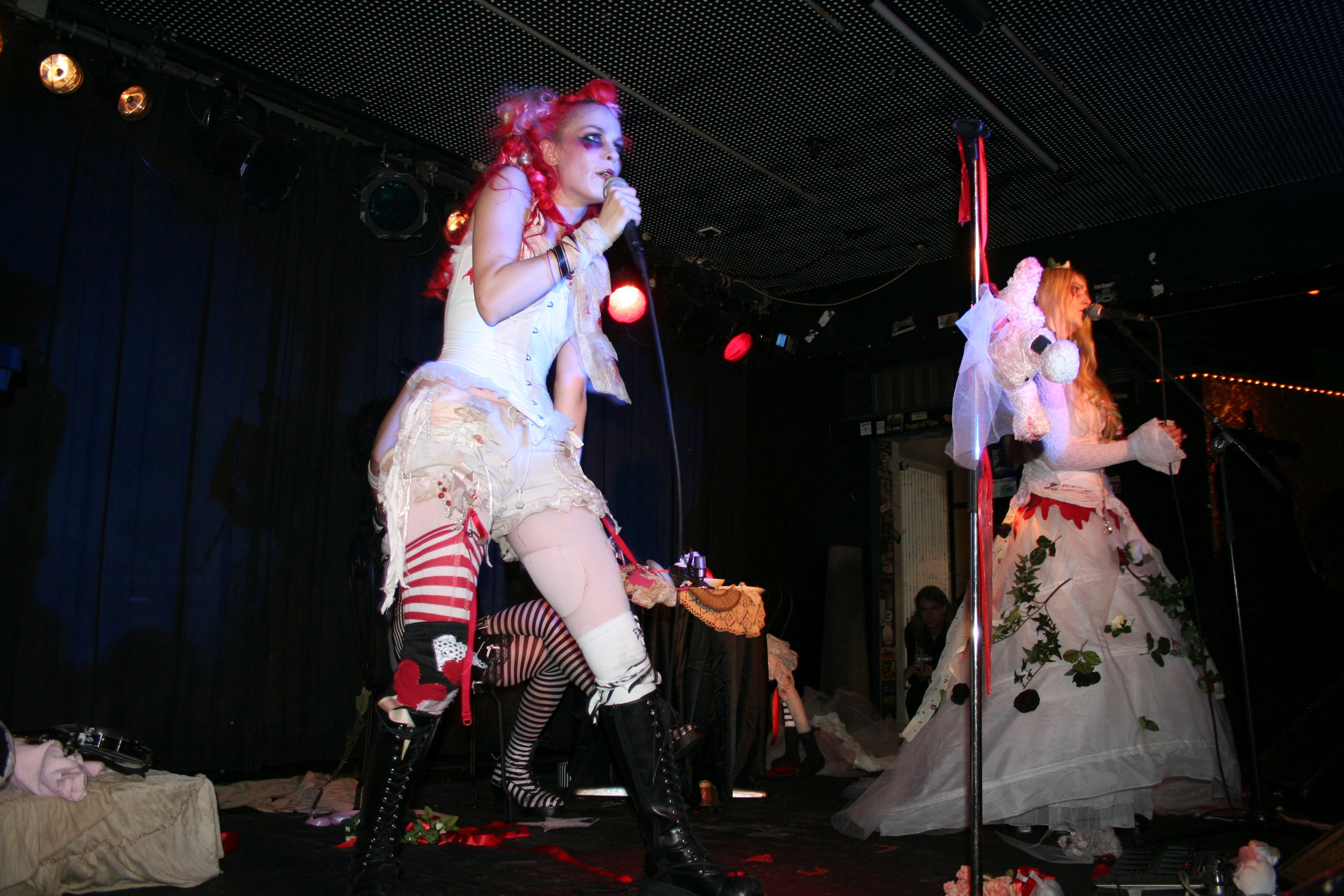
Emilie Autumn (li.) im Musikclub Nachtleben in Frankfurt am Main (2007)

Die frühen Alben On a Day… und „Enchant“ bewegen sich stilistisch zwischen klassisch und folkloristisch inspirierter Musik (vergleichbar mit irischen Gruppen wie Clannad), Pop, Rock, R'n'B („How Strange“) und Techno-Anleihen („Juliet“). Seinerzeit bezeichnete Autumn ihre Musik als Fairy Pop oder Fantasy Rock.
Mit den späteren Alben öffnete sie sich zunehmend anderen Genres und verknüpfte ihren bisherigen Stil vermehrt mit elektronischen Elementen aus den Bereichen Electropop bzw. Electronica (Opheliac), Kabarett („Girls Just Wanna Have Fun & Bohemian Rhapsody“) sowie Heavy-Metal-ähnlichen Klängen (Unlaced), die sie jedoch nicht mit einer Gitarre, sondern mit einer elektrischen Violine (E-Violine) erzeugt. Ein weiteres, häufig auszumachendes Instrument ist das Cembalo, das mit dem Stage-Piano Yamaha P-80 bzw. mit dem Sampling-Keyboard Ensoniq ASR-10 simuliert und zumeist im 3/4-Takt (vgl. Walzer) eingesetzt wird („Marry Me“).
Besonders auffällig auf Opheliac sind die perkussiven Elemente. Hierbei wurde vermehrt auf metallene und verzerrte Samples für die Beats zurückgegriffen. Nach eigenen Angaben verwendet Autumn beispielsweise bei Liar das Geräusch ihres zuschlagenden Mülleimerdeckels als Snare Drum.
Die dunklen, oft von ihrem eigenen Leben geprägten Texte paart Autumn mit Stimmverzerrungen, leisem Flüstern und aggressivem Schreien. In Anlehnung an ihre Vorliebe für die viktorianische Zeit nennt Autumn ihren Stil inzwischen Victoriandustrial oder Violindustrial, obgleich kein Bezug zum eigentlichen Industrial-Genre besteht.

## Diskografie

### Alben
- 1997: On a Day… (Wiederveröffentlichung 2000)
- 2003: Enchant
- 2006: Opheliac (Wiederveröffentlichung 2009)
- 2007: Laced/Unlaced
- 2007: A Bit o’ This and That (Compilation)
- 2012: Fight Like A Girl

### EPs und Singles
- 2001: Chambermaid
- 2001: By the Sword
- 2006: Opheliac Limited (EP)
- 2007: Liar/Dead is the New Alive
- 2008: 4 O’Clock (EP)
- 2008: Girls Just Wanna Have Fun / Bohemian Rhapsody
- 2012: Fight Like a Girl/Time For Tea (Download Single)

### Gastbeiträge
- Hintergrundgesang und Violine auf dem Album Americas Sweetheart von Courtney Love (2003)
- Hintergrundgesang und Violine auf dem Album The Future Embrace von Billy Corgan (2004)
- Violine auf dem Lied Dethharmonic auf dem Album The Dethalbum von Dethklok (2007)
- Gesang und Violine auf der EP All Mine Enemys Whispers von Attrition (2008)
- Das Lied Organ Grinder ist auf der europäischen Fassung des Saw-III-Soundtracks vertreten (2006)
- Das Lied Dead Is the New Alive befindet sich auf der europäischen Edition des Saw-IV-Soundtracks (2007)
- Violine im Lied UR A WMN NOW auf dem Album Smash the Control Machine von Otep (2009)

## Bibliografie
- Across the Sky & Other Poems. Eigenverlag 2001
- Your Sugar Sits Untouched (Buch und Doppel-CD, Eigenverlag 2005)
- The Asylum for Wayward Victorian Girls. Asylum Emporium 2009. ISBN 978-0-9989909-2-7
  - Deutsch: Die Anstalt für ungehorsame viktorianische Mädchen, Festa Verlag, Leipzig 2023, ISBN 978-3-98676-044-1
- The Asylum Coloring Book Volume 1: Mandalas. Asylum Emporium 2017. ISBN 978-0-9989909-6-5
- The Gown: A Short Story (with Study Guide). Asylum Emporium ISBN 0-9989909-4-9